# Tour de Romandía 1947
La 1.ª edición del Tour de Romandía se disputó del 15 de mayo al 19 de mayo de 1947 con un recorrido de 771 km dividido en 7 de etapas, con inicio y fin en Ginebra.
La primera edición del Tour de Romandía se creó para celebrar el 50.º aniversario de la Unión Ciclista Suiza (en francés: Union cycliste suisse). El vencedor fue el belga Désiré Keteleer, cubriendo la prueba a una velocidad media algo superior a los 36 km/h.

## Etapas[2]
| Etapa | Recorrido           | Km  | Ganador           |
| 1.ªa  | Ginebra-Morges      | 49  | Leo Amberg        |
| 1.ªb  | Morges-Sierre       | 128 | Désiré Keteleer   |
| 2.ª   | Sierre-Le Locle     | 157 | Désiré Keteleer   |
| 3.ªa  | Friburgo-Bassecourt | 119 | Walter Diggelmann |
| 3.ªb  | Bassecourt-Le Locle | 89  | Gino Bartali      |
| 4.ªa  | Le Locle-Ginebra    | 163 | Mario Ricci       |
| 4.ªb  | Ginebra             | 66  | Walter Diggelmann |

## Clasificaciones
Así quedaron los diez primeros de la clasificación general de la primera edición del Tour de Romandía
| \| 1. \| Désiré Keteleer \| Bélgica \| 20h55'27" \| \| \| 2. \| Gino Bartali \| Italia \| + 1' 41" \| \| \| 3. \| Ferdi Kübler \| Suiza \| + 2'51" \| \| \| 4. \| Walter Diggelmann \| Suiza \| + 3'10" \| \| \| 5. \| Hans Schutz \| Suiza \| + 3'29" \| \| \| 6. \| Renzo Zanazzi \| Italia \| + 3'35" \| \| \| 7. \| Prosper Depredomme \| Italia \| + 3'54" \| \| \| 8. \| Gottfried Weilenmann \| Suiza \| + 5'34" \| \| \| 9. \| Jean Goldschmit \| Luxemburgo \| + 6'22" \| \| \| 10. \| Pierre Brambilla \| Italia \| + 6'32" \| \| |                      |            |           |  |
| 1. | Désiré Keteleer      | Bélgica    | 20h55'27" |  |
| 2. | Gino Bartali         | Italia     | + 1' 41"  |  |
| 3. | Ferdi Kübler         | Suiza      | + 2'51"   |  |
| 4. | Walter Diggelmann    | Suiza      | + 3'10"   |  |
| 5. | Hans Schutz          | Suiza      | + 3'29"   |  |
| 6. | Renzo Zanazzi        | Italia     | + 3'35"   |  |
| 7. | Prosper Depredomme   | Italia     | + 3'54"   |  |
| 8. | Gottfried Weilenmann | Suiza      | + 5'34"   |  |
| 9. | Jean Goldschmit      | Luxemburgo | + 6'22"   |  |
| 10. | Pierre Brambilla     | Italia     | + 6'32"   |  |